# جاز آوانگارد
آوانگارد جز (به انگلیسی: Avant-garde jazz) به سبکی از موسیقی جز گفته می‌شود که در آن عناصر موسیقی جز و آوانگارد با هم ترکیب می‌شوند. این سبک موسیقی با فری جز هم شباهت‌هایی دارد اما فری جز معمولاً بدون هیچ ساختار از پیش تعیین شده‌ایی اجرا می‌شود. وجود نقاط اشتراک بسیار بین این ۲ سبک بدیهی است، به شکلی که اغلب هنرمندانی که متعلق به یکی از این سبک‌ها هستند در سبک دیگر هم می‌نوازند. در بهترین اجراهای جز آوانگارد، مشخص کردن محل «پایان بخش‌های از پیش تنظیم‌شده» و «آغاز بخش بداهه‌نوازی» کار دشواری است، گرچه نشان دادن تمایز بین تکنوازی‌های بداهه و بخش‌های از پیش تنظیم‌شده، هدف نهایی است.
از مهم‌ترین نوازندگان این سبک می‌توان به جان کولترین، اریک دلفی، دان چری، سان را، فیریا سندرز، سسیل تیلور و آلبرت آیلر اشاره کرد.